# Хыныслинский клад
Хыныслинский клад (азерб. Xınıslı dəfinəsi) — клад серебряных монет, обнаруженных близ селения Дере Хыныслы Шемахинского района Азербайджана. Клад был найден в 1958 году вместе с остатками поселения Хыныслы во время хозяйственных работ на холме при заложении виноградной плантации. Клад экспонируется в Музее истории Азербайджана в Баку.
Было исследовано более 300 монет. В кладе имеются как албанские монеты местной чеканки, так и монеты, относящиеся к Римской империи (денарий), Афинам (5 тетрадрахм), Фракии (3 тетрадрахмы), Вифинии (7 тетрадрахм), Селевкидам (76 тетрадрахм), Аршакидам (161 тетрадрахма) и Понту (1 тетрадрахма).
Предположительно, клад был зарыт приблизительно в третьей четверти I века до н. э.. Самой ранней монетой клада является тетрадрахма, отчеканенная от имени Лисимаха (323—281 гг. до н. э.) во Фракии, самой поздней же — аршакидская драхма Фраата III (70—57 гг. до н. э.).
Наряду с монетами были обнаружены обломок серебряного украшения (5,52 г), плоская серебряная доска (58, 74 г), серебряный слиток (29,96 г). Большое количество албанских монет впервые было обнаружено в кладе из Хыныслы. На основе этих монет удалось определить происхождение монет, обнаруженных ранее в различных местах. Клад из Хыныслы показывает, что ещё до н. э. в Кавказской Албании чеканились монеты и был широкий денежный оборот.